# Aromaticidade Möbius
Em química orgânica, a aromaticidade Möbius é um tipo especial de aromaticidade que acredita-se existir num determinado número de moléculas orgânicas. Em termos da teoria OM estes compostos têm em comum uma matriz monocíclica de orbitais moleculares em que há um número ímpar de sopreposições fora de fase as quais revelam o padrão oposto do caráter aromático de sistemas de Hückel. A configuração espacial dos orbitais é uma reminiscência de uma fita de Möbius, daí seu nome. O menor membro desta classe de compostos seria o trans-benzeno. Aromaticidade Möbius foi prevista em 1964 por Edgar Heilbronner pela aplicação do método de Hückel mas o primeiro composto prático foi sintetizado em 2003 pelo grupo de Rainer Herges.